# Swarfega
Swarfega (/swɔːrˈfiːɡə/) er et industrielt håndrensemiddel produceret af Deb Limited, en britisk virksomhed i Denby, Derbyshire. Det er flittigt anvendt iblandt automekanikere og i andre brancher, der får olie, sod, sværte, tjære og lignende på hænderne. Produktet fås i grønne og orange gelefarver. Swarfega udmærker sig ved ikke at udtørre hudens naturlige olier i kraft af hydrofobe ingredienser.

## Historie
Swarfega-gelen blev opfundet i 1947 af Audley Bowdler Williamson (28. februar 1916 - 21. november 2004), en industriel kemiker fra Heanor, Derbyshire i England, der drev virksomheden Deb Silkware Protection Ltd., der siden skiftede navn til Deb Chemical Proprietaries Ltd. efter at Swarfega-gelen blev deres hovedprodukt.
I 2010 blev Deb Group Ltd. overtaget af et investeringsfirma for 325 millioner pund og igen i 2015 af SCJohnson. I dag er produktet udfordret af tilsvarende produkter fra blandt andet firmaet Rozalex. Deb Ltd. har siden udviklet produkterne "Suprega" og "Tufanega" til industrielt brug i farven orange, der betoner gelens indoptag af citrusolier.
SCJohnsen angiver at ordet 'swarfega' oprindelig er afledt af et engelsk ord for fedt og olie fra Derbyshire, 'swarf', og 'ega' (engelsk eager), ivrig efter rengøring. Oprindelig henviste ordet dog til affaldsmateriale fra en slibesten eller lignende, der får en våd eller olieret mikstur.

## Eksterne referencer
SCJohnson: Scjp.